# Засекин, Иван Фёдорович
Князь Иван Фёдорович Засекин (Жировой) — стольник, рында, голова и воевода Русского царства во времена правления Ивана IV Васильевича Грозного, Фёдора Ивановича, Бориса Годунова и Смутное время.
Младший сын Фёдора Давыдовича Засекина Большого. Имел братьев, князей: в 1581-1582 годах осадный голова в Новосиле Василия Фёдоровича и окольничего Александра Фёдоровича.

## Биография
Впервые упомянут, в 1570 году, как «поддатней с рогатиною» в походе царя Ивана Васильевича Грозного и сына его царевича Иоанна. В 1572 году рында со щитом царя Симеона Бекбулатовича в шведском походе. В этом же году, находился на свадьбе царя Ивана Васильевича с Марфой Васильевной Собакиной. Летопись гласит: «А у платья, у государя царя и великого князя, князь Иван Жироваго-Засекин; а быть князю Ивану у мастеров в избе, не выходити, только платье государю отпущати». В 1578 году первый воевода в Карачеве.
В 1581-1582 годах осадный воевода в Карачеве. В октябре 1584 года воевода в Михайлове, а в ноябре велено ему по нагайским вестям сходиться и быть воеводою Передового полка с князем Турениным.  В 1591 году вновь воевода в Михайлове и за изгнание крымцев от Москвы пожалован золотым и послан вторым воеводою Сторожевого полка в погоню за ними. В 1592 году первый воевода в Рязани, а  оттуда направлен сходным воеводою Сторожевого полка в Тулу с князем Кашиным. В этом же году письменный голова в Передовом полку в походе в Новгород против шведов.   В 1594 году воевода в Пронске, а оттуда направлен сходным воеводою Сторожевого полка в Крапивну. В случае прихода воинских людей на украйну князь Засекин должен был идти в сторожевой полк к князю Василию Агишевичу Тюменскому. В мирное время князь Засекин находился в сторожевом полку вторым воеводой.  В этом же году сидел десятым в Ответной палате при немецком посланнике. В 1595 году первый воевода в Ельце. В 1596 году второй воевода в Ливнах. В 1597 году воевода в Вязьме.
В 1598 году И. Ф. Засекин первый воевода в Рыльске, оттуда послан в Рославль, а оттуда взят на "государеву службу" в Серпухов и упомянут среди есаулов в царском полку во время похода Бориса Годунова к Серпухову против крымского хана Казы-Гирея. В этом же году послан осматривать Тульские засеки. В 1599-1600 годах, сперва второй, а потом первый воевода в Осколе. В 1601 году сопровождал в чине воеводы конной рати в Царёв-Борисов государевы хлебные запасы. По выполнению задания, весной 1602 года, направлен в Орёл в сторожевом полку 2-й воевода при князе Иване Дмитриевиче Хворостинине, где и находился при князе Иване Ивановиче Курлятеве в 1603 году. В октябре 1603 года упомянут первым воеводою в Новосиле. В 1604 году второй воевода Сторожевого полка украинных войск в Новосиле, безрезультатно местничал с князем И. Ромодановским, в Мценске в Большом полку при стольнике и воеводе Михаиле Борисовиче Шеине и опять местничал с князем И. Ромодановским, за что переведён в Ливны. В 1605 году первый воевода в Брянске, затем в Переяславле-Рязанском. В 1606 году воевода в Сургуте. В 1608 году вновь воевода в Осколе. Имел поместье в Великом Новгороде.
От брака с неизвестной имел единственного сына князя Василия Ивановича Засекина.

## Критика
В Славянской энциклопедии В.В. Богуславского князь Иван Фёдорович показан сыном князя Ф.И. Жирового-Засекина-Шастуна, и имевшего пять братьев, умершего не оставившего потомства. В Российской родословной книге П.В. Долгорукова от показан сыном Фёдора Давыдовича Засекина Большого, что подтверждается в поколенной росписи поданной в 1682 году в Палату родословных дел и родословной книги из собрания М.А. Оболенского и имевшего двух братьев и оставившего единственного сына.